# 십계 (1956년 영화)
《십계》(영어: The Ten Commandments)는 1956년 미국에서 개봉한 서사 영화이다. 세실 B. 데밀이 감독을 맡았고, 파라마운트 픽쳐스와 세실 B. 데밀 프로덕션이 공동으로 제작했다. 주요 출연진은 찰턴 헤스턴, 율 브리너, 앤 백스터, 에드워드 G. 로빈슨, 이본 디 카를로 등이다. 1923년 개봉한 동명의 무성영화를 리메이크한 것으로, 각본은 이니어스 맥켄지와 프레드릭 M. 프랭크, 음악은 엘머 번스타인, 촬영은 로열 그리그스 등이 맡았다.

## 줄거리
람세스 1세 파라오가 히브리인 구원자에 대한 예언을 듣고 이집트의 모든 히브리인 신생아 남자를 죽이라고 명령한다. 요게벳은 아들을 나일강의 바구니에 띄워 살려낸다. 람세스 파라오의 최근 과부가 된 딸 (세티 1세 미래 파라오의 여동생인) 비티아는 바구니를 발견하고 아이를 입양하기로 결정하는데, 그녀의 하녀 멤넷이 아이가 히브리인이라는 것을 알아봤음에도 불구하고 입양한다. 비티아는 아기의 이름을 모세라고 짓는다.
모세 왕자는 성공적인 장군으로 성장하여 에티오피아와의 전쟁에서 승리하고 동맹을 맺는다. 모세는 네페르타리 공주와 사랑에 빠진다. 그러나 그녀는 세티가 다음 파라오로 선택하는 사람과 약혼한다. 세티 파라오의 즉위 50주년 기념 도시 건설 작업을 하던 중, 모세는 석공 여호수아를 만나 그에게 히브리인의 신에 대해 듣는다. 모세는 노파가 깔리는 것을 구해 주는데, 그 노파가 자신의 생모인 요게벳이라는 것을 알지 못한다. 그는 건설 책임자 바카를 꾸짖는다.
모세는 프로젝트에서 노예에 대한 처우를 개선하지만, 모세의 양형이자 세티의 아들인 람세스 왕자는 그가 반란을 계획했다고 고발한다. 모세는 자신의 노동자들이 더 생산적으로 일하도록 만든다고 말하고, 람세스는 모세가 히브리인들이 구원자라고 부르는 사람인지 의아해한다.
네페르타리는 멤넷으로부터 모세가 히브리인 노예의 아들이라는 것을 알게 된다. 그녀는 멤넷을 죽이지만, 모세가 아기였을 때 싸여 있던 레위인 천 조각을 발견한 후 그에게 이야기를 밝힌다. 멤넷이 보관하고 있던 그 천 조각이었다. 모세는 비티아를 따라 요게벳의 집으로 가서 생모, 형 아론, 누이 미리암을 만난다.
모세는 노예들과 함께 일하면서 그들에 대해 더 많은 것을 배운다. 네페르타리는 그에게 궁전으로 돌아가 파라오가 되면 백성을 도울 수 있을 것이라고 촉구하고, 그는 마지막 임무를 완료한 후 동의한다. 모세는 바카를 죽여 여호수아를 죽음에서 구하고, 여호수아에게 자신도 히브리인이라고 말한다. 이 고백은 히브리인 감독관 다단에 의해 목격되고, 다단은 람세스 왕자에게 보고한다. 체포된 후 모세는 자신이 구원자는 아니지만, 할 수 있다면 노예들을 자유롭게 할 것이라고 설명한다. 세티는 람세스 왕자를 자신의 유일한 후계자로 선언하고, 람세스는 모세를 사막으로 추방한다. 이때 모세는 어머니의 죽음을 알게 된다.
모세는 사막을 가로질러 미디안의 우물에 도착한다. 아말렉인들로부터 일곱 자매를 구한 후, 모세는 아브라함의 하느님을 숭배하는 베두인 족장인 소녀들의 아버지 이드로와 함께 거처한다. 모세는 이드로의 맏딸 십보라와 결혼한다. 나중에 그는 이집트의 히브리인들에게 부과된 고된 노동에서 탈출한 여호수아를 발견한다. 양떼를 치던 중 모세는 시나이산 정상에서 불타는 떨기나무를 보고 하느님의 목소리를 듣는다. 하느님의 명령에 따라 모세는 히브리인들을 자유롭게 하기 위해 이집트로 돌아간다.
모세는 이제 파라오인 람세스 2세 앞에 나타나 노예들의 자유를 얻기 위해 지팡이를 코브라로 변하게 한다. 얀네도 자신의 지팡이로 같은 속임수를 부리지만, 모세의 뱀이 그들의 뱀을 삼킨다. 람세스는 히브리인들이 벽돌을 만드는 데 필요한 짚을 제공하는 것을 금지한다. 네페르타리는 히브리인들이 모세를 돌로 쳐 죽이려는 것을 막아주고, 그곳에서 모세는 자신이 결혼했다는 것을 밝힌다.
이집트에는 재앙이 닥친다. 모세는 크눔 축제에서 나일강을 피로 바꾸고, 파라오의 궁전에 불타는 우박을 내리게 한다. 모세는 그에게 이집트에 떨어질 다음 재앙은 파라오 자신에 의해 소환될 것이라고 경고한다. 재앙에 분노한 람세스는 모든 히브리인 맏아들이 죽을 것을 명령하지만, 죽음의 구름은 대신 이집트의 모든 맏아들, 즉 람세스와 네페르타리의 아이를 포함하여 모두를 죽인다. 후계자를 잃은 절망 속에서 파라오는 히브리인들을 추방하고, 히브리인들은 이집트에서 출애굽을 시작한다. 비티아는 모세와 재회하고 히브리인들과 함께 간다.
네페르타리의 조롱을 받은 람세스는 전차를 타고 홍해까지 히브리인들을 추격한다. 모세는 하느님의 도움으로 불기둥으로 이집트인들을 막고, 홍해를 가른다. 히브리인들이 안전하게 건너간 후, 모세는 물의 벽을 풀어 이집트 군대를 익사시킨다. 절망한 람세스는 빈손으로 네페르타리에게 돌아가 이제 모세의 신을 하느님으로 인정한다고 말한다.
모세는 여호수아와 함께 다시 산에 오른다. 그는 십계명이 하느님에 의해 석판에 새겨지는 것을 본다. 한편, 다단은 모세가 죽었다고 주장하며 권력을 얻기 위해 백성을 착취하고, 마지못해 아론에게 금송아지 우상을 만들라고 촉구한다. 난폭한 사투르날리아가 벌어지고 대부분의 히브리인들은 퇴폐적인 난교를 벌인다.
하느님이 히브리인들의 죄를 그에게 알려준 후, 모세는 여호수아와 함께 산에서 내려온다. 자신의 백성이 하느님을 배신한 것에 분노한 그는 히브리인들이 가치 없다고 여기고 금송아지 앞에서 석판을 깨뜨린다. 금송아지는 폭발하여 다단과 다른 죄인들을 지옥으로 보낸다. 남은 히브리인들은 40년 동안 광야를 방랑해야 한다. 나중에 나이든 모세는 히브리인들을 가나안으로 이끈다. 그러나 그는 이전에 주님께 불순종했기 때문에 (물의 분쟁에서 하느님을 분노하게 함) 약속된 땅에 들어갈 수 없다. 대신 그는 여호수아를 지도자로 지명하고, 느보산에서 히브리인들에게 작별을 고한다.

## 출연진
- 찰턴 헤스턴 : 모세 역
- 율 브리너 : 람세스 2세 역
- 앤 백스터 : 네페르타리 역
- 에드워드 G. 로빈슨 : 다단 역
- 이본 디 카를로 : 십보라 역
- 데브라 패짓 : 릴리아 역
- 존 데릭 : 여호수아 역
- 세드릭 하드윅 : 세티 1세 역
- 니나 포시 : 비티아 역
- 마서 스캇 : 요게벳 역
- 존 캐러딘 : 아론 역
- 알리브 디어링 : 미리암 역
- 에드워드 프란즈 : 이드로 역
- 주디스 앤더슨 : 멤네트 역
- 빈센트 프라이스 : 바카 역
- 더글러스 덤브릴 : 얀네 역
- 프랭크 데코바 : 아비람 역
- 헨리 윌콕슨 : 펜타우르 역
- 도널드 커티스 : 메레드 역
- 로런스 돕킨 : 갈렙 역
- H. B. 워너 : 암미나답 역
- 줄리아 페이 : 엘리세바 역
- 존 밀리안 : 맹인 노인 역
- 프란시스 맥도널드 : 시몬 역
- 이언 키스 : 람세스 1세 역
- 토미 더랜 : 게르솜 역

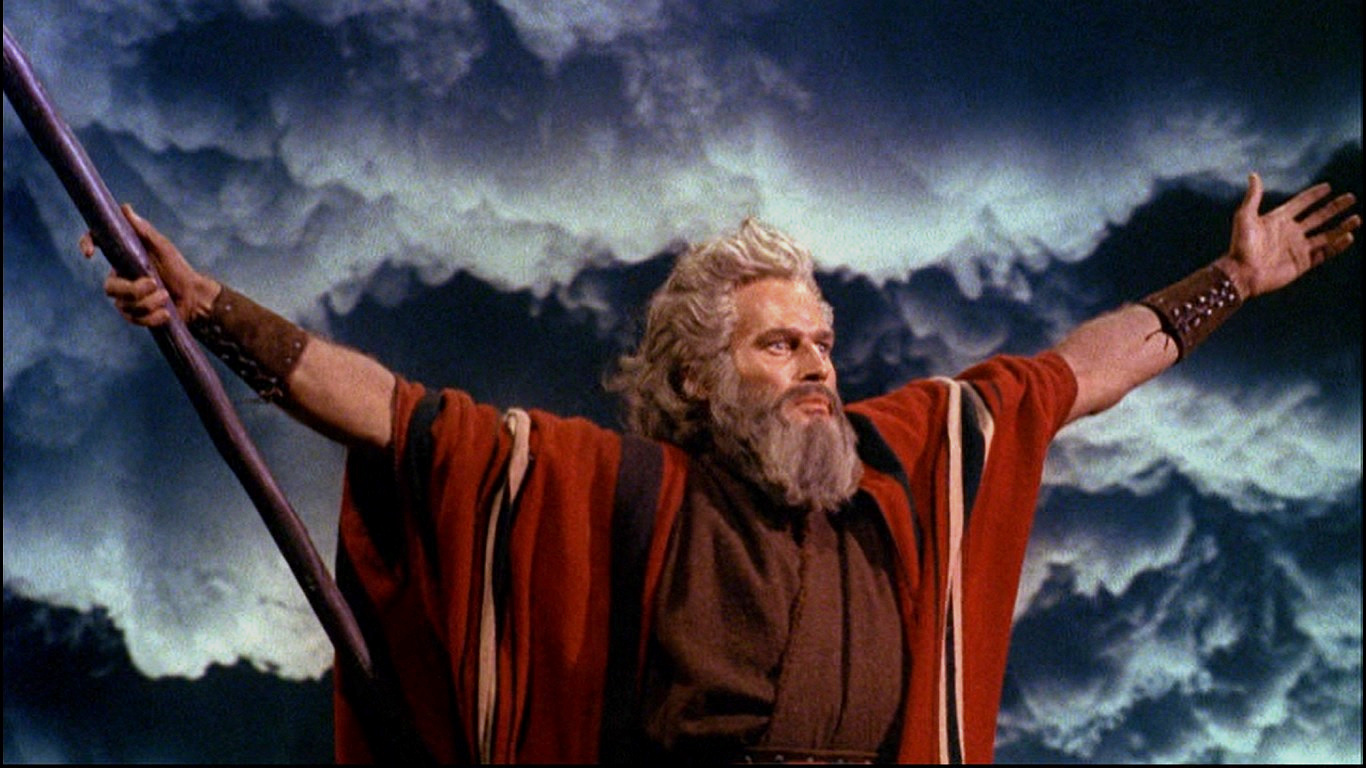

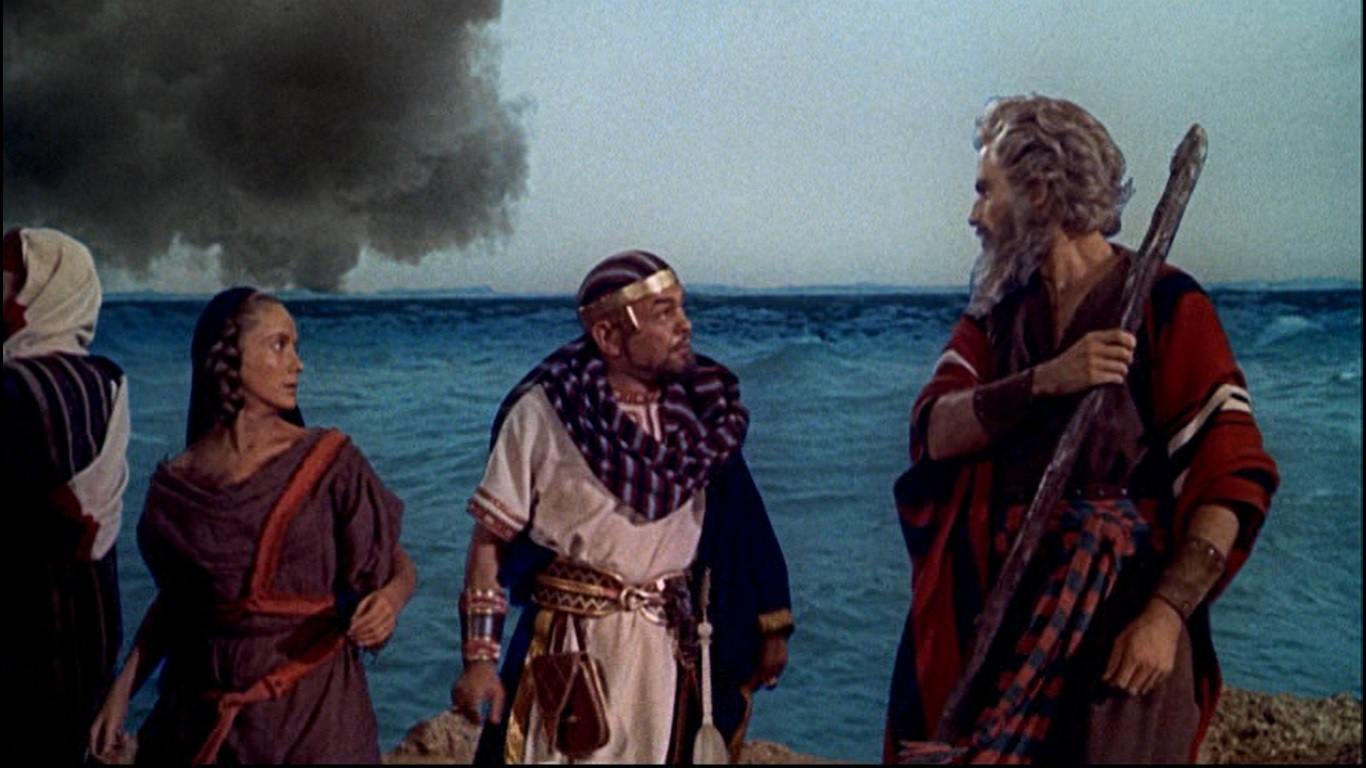

- 유진 머졸라 : 아문(람세스 2세의 아들) 역
- 폴 더 랄프 : 엘르아살 역
- 우디 스트로드 : 에티오피아 왕 역
- 에스터 브라운 : 타르비스 공주(에티오피아 왕의 동생) 역
- 램지 힐 : 고라 역
- 조안 우드버리 : 고라의 부인 역

## 한국판 성우진

### MBC (1989년 12월 23일)
- 유강진 - 모세(찰턴 헤스턴)
- 박일 - 람세스(율 브리너)
- 권희덕 - 네페르타리(앤 백스터)
- 김기현 - 야훼(제시 딜로스 주커스)
- 탁재인 - 다단(에드워드 G. 로빈슨)
- 정희선
- 홍승옥
- 이선주
- 이우신

### KBS (1997년 12월 25일)
- 김종성 - 해설(세실 B. 드밀)
- 유강진 - 모세(찰턴 헤스턴)
- 박상일 - 람세스(율 브리너)
- 장유진 - 네페르타리(앤 백스터)
- 탁원제 - 다단(에드워드 G. 로빈슨)
- 정기항 - 세티(세드릭 하드윅)
- 최옥희 - 멤넷(주디스 앤더슨)
- 김창주 - 장님 남자(존 밀리안)
- 정옥주 - 비티아(니나 포시) / 릴리아(데브라 패짓)
- 이호인 - 바카(빈센트 프라이스) / 이드로(에드워드 프란즈) / 야훼(제시 딜로스 주커스)
- 유동현 - 여호수아(존 데릭) / 람세스 1세(이언 키스)
- 차명화 - 십보라(이본 디 카를로) / 요게벳(마서 스캇)
- 문관일 - 신관(더글러스 덤브릴)
- 최덕희 - 게르솜(토미 더랜) / 미리암(알리브 디어링)
- 성완경 - 아론(존 캐러딘) / 군사령관(헨리 윌콕슨)

## 같이 보기
- 찰턴 헤스턴